# ヌクレオポリン
ヌクレオポリン (nucleoporin, Nup) は、核膜孔複合体の構成要素となるタンパク質のファミリーである。核膜孔複合体は核膜の内膜と外膜が融合する部位に埋め込まれた巨大な構造で、細胞核と細胞質の間の高分子の移動を調節する出入口を形成している。核膜孔は、核膜を越える分子輸送 (受動輸送と促進輸送) を可能にする。ヌクレオポリンは約30種類のタンパク質からなるファミリーで、真核生物細胞の核膜孔複合体の主要な構成要素である。Nup62 (p62) がこのファミリーで最も豊富に存在するメンバーである。核膜孔複合体は核膜を越える分子輸送を極めて高率で行うことができ、1個の複合体あたり毎分6万個のタンパク質を輸送することができる。

## 機能
真核生物において、ヌクレオポリンは細胞核と細胞質の間の高分子の輸送を媒介する。ヌクレオポリンファミリーの特定のメンバーは、核膜孔複合体の構造的な足場を形成する。一方で、ヌクレオポリンの主要な機能は、カリオフェリンとして知られる輸送分子との相互作用である。カリオフェリンは、フェニルアラニン (F) とグリシン (G) からなるリピート配列を持つヌクレオポリンと相互作用する。このFGヌクレオポリンとの相互作用によって、カリオフェリンは積み荷とともに核膜を越えて往復することが可能になる。ヌクレオポリンは 40 kDaを超える巨大な親水的分子の輸送のみに必要であり、それよりも小さな分子は受動拡散によって核膜を通過する。ヌクレオポリンは、転写後にmRNAを核から細胞質へ輸送する際に重要な役割を果たす。それぞれの機能に応じて、ヌクレオポリンは核膜孔複合体の細胞質側または核質側のいずれかに局在している。また、他のヌクレオポリンは両側に見つかることもある。近年、FGヌクレオポリンの配列に存在する進化的に保存された特徴によって、核膜孔複合体を通過する分子輸送が調節されていることが示された。

## 構造
基本的構造要素の一部は、全てのヌクレオポリンに共通している。ヌクレオポリンは集合し、核膜孔を貫通する八角形のリング構造である核膜孔複合体を形成する。ヌクレオポリンには、それぞれが独自の構造と機能を持つ3つのタイプが存在する。構造ヌクレオポリン (structural nucleoporin)、膜ヌクレオポリン (membrane nucleoporin)、FGヌクレオポリン (FG-nucleoporin) の3つである。
構造ヌクレオポリンは核膜孔複合体のリング部分を形成する。それらは核膜を貫通しており、しばしば核膜孔の足場と呼ばれる。構造ヌクレオポリンは集合して、7つのヌクレオポリンから構成されるY複合体を形成する。各核膜孔複合体は16個のY複合体、計112個の構造ヌクレオポリンを含んでいる。Y複合体の構造はCOPIIの構造ときわめて類似している。核膜孔における膜の湾曲とY複合体の関係は、COPII被覆小胞の出芽形成と相似である。
膜ヌクレオポリンは核膜孔の湾曲した膜の部分、核膜の内膜と外膜が連結される領域に埋め込まれている。
FGヌクレオポリンは、フェニルアラニンとグリシン残基のリピートを含むため、この名前が付けられている。FGリピートは、長い親水性アミノ酸領域を区切る小さな疎水性部分から構成される。これらのFGリピートは核膜孔チャネルへ伸びる長いランダムコイル部分に存在し、核膜孔複合体の選択的特異性の主要な機能を担う。これらは鎖の塊を形成し、小さな分子は拡散するが、大きな親水的高分子は通過させない。FGリピートと一時的な相互作用を行うシグナル伝達分子を伴っているときのみ、これらの高分子は核膜孔を通過することができる。また、FGヌクレオポリンは核膜孔複合体へ結合するアンカー部位として機能する球状部分を含んでいる。
ヌクレオポリンは、互いにさまざまな部分的複合体を形成することが示されている。このような複合体で最もよくみられるものはp62複合体であり、Nup62、Nup58、Nup54、Nup45からなる集合体である。他の例としては、Nup107-160複合体があり、多数のヌクレオポリンから構成される。Nup107-160複合体は動原体に局在し、有糸分裂時に機能する。

## 輸送機構
ヌクレオポリンは、輸送分子であるカリオフェリンと相互作用することで、核膜を通過する高分子輸送を調節する。カリオフェリンは積み荷に結合し、ヌクレオポリンのFGリピートと可逆的に相互作用する。カリオフェリンと積み荷はFGリピートの間を通過し、濃度勾配に従って核膜孔複合体を通って拡散する。カリオフェリンは核内への輸送を行うインポーチン、もしくは核外への輸送を行うエクスポーチンとして機能する。カリオフェリンからの積み荷の解放はGタンパク質であるRanによって駆動される。Ranは、ヌクレオポリンと相互作用せずに濃度勾配に従って核膜孔を通過できるほど小さい分子である。RanはGTPまたはGDPを結合し、積み荷に対するカリオフェリンの親和性を変化させる能力を有している。核内では、GTPを結合したRan (RanGTP) はインポーチンのコンフォメーション変化を引き起こし、その積み荷を解放する。また、RanGTPはエクスポーチンにも結合し、核膜孔を通過することができる。細胞質へ到着するとRanGTPはRanGDPへと加水分解され、エクスポーチンの積み荷が解放される。

## 病理学
いくつかの疾患、特に糖尿病、原発性胆汁性胆管炎、パーキンソン病、アルツハイマー病が、ヌクレオポリンと関連している。また、さまざまなヌクレオポリンをコードする遺伝子の過剰発現が悪性腫瘍の形成と関係していることが示されている。
ヌクレオポリンは、グルコースの濃度変化に対する感受性が極めて高いことが示されている。そのため糖尿病の患者では、ヌクレオポリン、特にNup62のグリコシル化がしばしば増加している。
p62複合体を阻害する抗p62抗体などが見つかる自己免疫状態は、肝臓の胆管が破壊される原発性胆汁性胆管炎と関係している。
p62複合体の産生の減少は、多くの神経変性疾患でみられる。p62のプロモーターの酸化による修飾は、神経変性疾患の中でもアルツハイマー病、ハンチントン病、パーキンソン病との相関がみられる。
Nup88をコードする遺伝子の発現の増加は、前がん段階の異形成や悪性新生物でよくみられる。
ヌクレオポリンタンパク質ALADINは核膜孔複合体の構成要素である。aladin遺伝子の変異は、常染色体劣性の神経内分泌疾患であるAAA症候群の原因となる。ALADINの変異によってタンパク質の核内輸送が選択的に損なわれ、酸化ストレスに対して過剰な感受性を示すようになる。DNA修復タンパク質アプラタキシンとDNAリガーゼIの核内輸送が選択的に減少し、それによって酸化ストレス損傷に対するDNAの脆弱性が増大している可能性がある。

## 例
ヌクレオポリンは、それぞれその分子量に対応する名前が付けられている。下に挙げられているのは、ヌクレオポリンファミリーのタンパク質の一部の例である。
- Nup35（英語版）、Nup37（英語版）、Nup43（英語版）、Nup50（英語版）
- Nup54（英語版）、Nup62（英語版）、Nup85（英語版）、Nup88（英語版）、Nup93（英語版）、Nup98（英語版）
- Nup107（英語版）、Nup133（英語版）、Nup153（英語版）、Nup155（英語版）、Nup160（英語版）、Nup188（英語版）
- Nup205（英語版）、Nup210（英語版）、Nup214（英語版）

## 関連人物
- 田村謙太郎